# Pragmaticismo

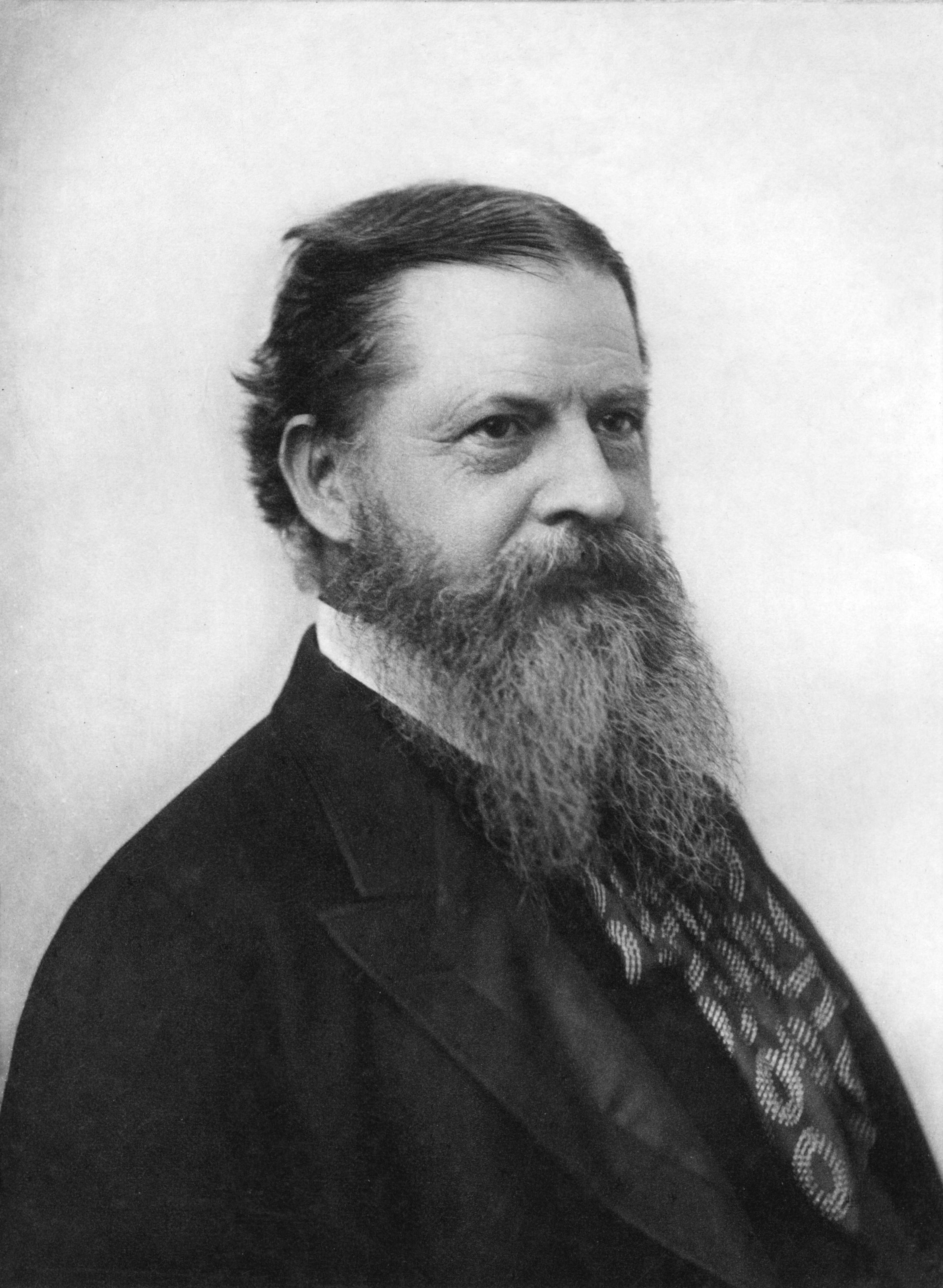
Retrato de Charles Sanders Peirce.

Pragmaticismo foi um termo que Charles Sanders Peirce criou para designar o conceito de Pragmatismo, termo que estava sendo usado erroneamente pelo senso comum, o que empobrecia o conceito desta área filosófica.